# Wanda Klaff
Wanda Klaff (ur. 6 marca 1922 w Gdańsku, zm. 4 lipca 1946 na Wysokiej Górce / Stolzenberg w Gdańsku) – niemiecka nadzorczyni SS (SS-Aufseherin) w niemieckim obozie koncentracyjnym Stutthof i zbrodniarka wojenna.

## Życiorys

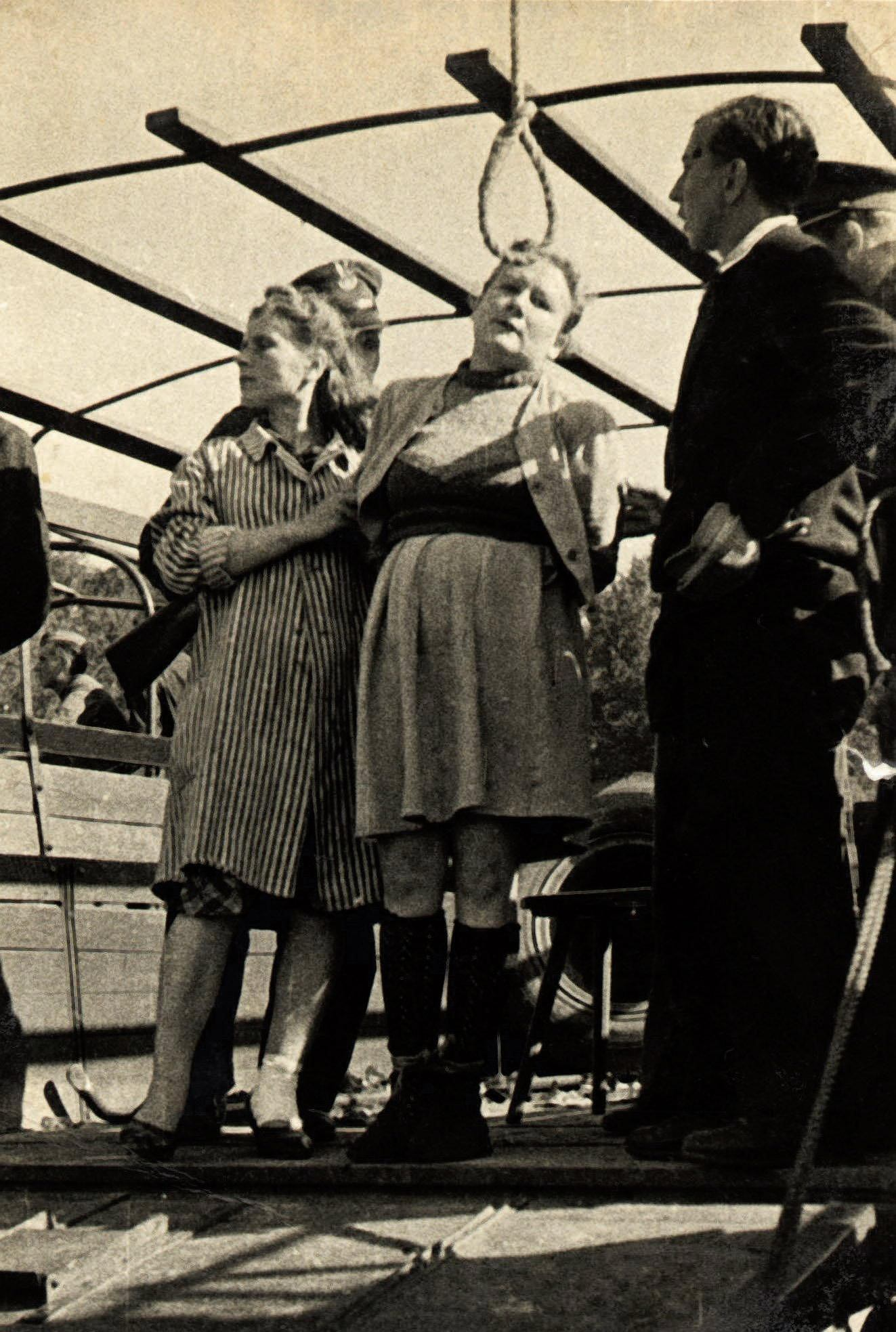
Egzekucja Wandy Klaff

Urodziła się w Gdańsku jako córka Ludwika Kalacińskiego (który od 1941 nazywał się Kalden), gdańskiego kolejarza. Ubiegała się o wpisanie na volkslistę. Szkołę podstawową ukończyła w 1938. Do 1942 pracowała w fabryce marmolady, następnie jako konduktorka tramwajowa. W 1942 wyszła za mąż za Willego Klaffa. W 1944 Klaff została SS-Aufseherin, czyli nadzorczynią w podobozie Stutthofu Praust (Pruszcz Gdański). W podobozie tym katowała i biła wiele więźniarek. 5 października 1944 przeniesiono ją do kolejnego podobozu Sttuthofu o nazwie Russoschin. I tutaj znana była ze swego sadyzmu i okrucieństwa.
Uciekła z obozu na początku 1945. 11 czerwca 1945 Klaff została aresztowana przez władze polskie w mieszkaniu swoich rodziców w Gdańsku przy Paul-Beneke-Weg. W areszcie chorowała na tyfus. Została jedną z oskarżonych w pierwszym procesie załogi Stutthofu przed Specjalnym Sądem Karnym w Gdańsku. Podczas składania wyjaśnień stwierdziła: „Jestem bardzo inteligentna i oddana służbie w obozach. Biłam przynajmniej dwie więźniarki dziennie”. Klaff została skazana na śmierć przez powieszenie.
Stracona została publicznie z innymi skazanymi 4 lipca 1946 o godzinie 17.00 na Chełmie w Gdańsku. Wraz z nią stracone zostały m.in. Gerda Steinhoff, Ewa Paradies, Elisabeth Becker i Jenny-Wanda Barkmann.